# ماروشکا دتمرس
ماروشکا دتمرس (هلندی: Maruschka Detmers؛ زادهٔ ۱۶ دسامبر ۱۹۶۲) هنرپیشه اهل هلند است. از فیلم‌هایی که وی در آن نقش داشته است، می‌توان به دزد دریایی، نام کوچک: کارمن، شیطان در بدن و تیرانداز اشاره کرد.